# Wasmália Bivar
Wasmália Socorro Barata Bivar (Manaus, 28 de novembro de 1959) é uma economista brasileira. Foi presidente do Instituto Brasileiro de Geografia e Estatística (IBGE) entre 2011 a 2016.

## Biografia
Filha de Washington Raimundo de Sales Bivar e Maria Amália Barata Bivar, Wasmália Bivar nasceu em Manaus, em 1959. Graduada em Economia (1983) pela Pontifícia Universidade Católica do Rio de Janeiro (PUC-RJ), possui mestrado em Economia (1991), por essa Universidade, e doutorado também em Economia (1996) pela Università Commerciale Luigi Bocconi, Milão, Itália.
Pesquisadora Titular no IBGE desde 1986, possui uma vasta experiência na área econômica, com ênfase na Economia Industrial do Trabalho. Ocupou o cargo de Diretora de Pesquisas do IBGE entre 2004 e 2011. Anteriormente, foi chefe da Divisão de Planejamento do Departamento de Indústria (DEIND) de 1988 a 1992, retornando em 1992. Entre 1997 e 1998, esteve à frente da Gerência de Pesquisas do DEIND. Em seguida, chefiou a Divisão de Análise e Metodologia desse mesmo departamento (1998-2001), ocasião em que assumiu a coordenação da Pesquisa Industrial de Inovação Tecnológica (PINTEC). Em 2003, deixou a PINTEC para coordenar a nova base do Sistema de Contas Nacionais, na Coordenação de Contas Nacionais (CONAC), ANO 2000, onde permaneceu até assumir a direção da Diretoria de Pesquisas.

## Presidência do IBGE
Presidenta do IBGE de 14 de setembro de 2011 a 04 de julho de 2016, foi a primeira mulher a ser nomeada para essa função, o que ocorreu menos de 1 ano após a eleição de Dilma Rousseff para a presidência do país. Em sua gestão o IBGE concluiu a revisão do Sistema de Contas Nacionais, implantou e consolidou a PNAD Contínua como primeira pesquisa com resultados conjunturais sobre o mercado de trabalho em âmbito nacional e, na área das geociências, o projeto Mudanças da Cobertura e Uso da Terra  avançou na direção da elaboração das Contas Ambientais. A Política de Comunicação foi elaborada e publicada e, partir dela, entrou no ar a nova Intranet, que tem o papel estratégico de facilitar os fluxos de informação e a interação entre os ibgeanos, ativos ou aposentados, de todo o país. No campo acadêmico, a implementação do doutorado na Escola Nacional de Ciências Estatísticas foi outra grande conquista institucional. Nesse período, a inserção internacional do IBGE se consolidou com a organização do 60º Congresso Mundial de Estatística do International Statistical Institute (ISI) e, com a participação na 27ª Conferência Internacional de Cartografia do International Cartographic Association (ICA), primeira na América Latina. Destaca-se também o acordo de cooperação técnica para a criação de três Centros de Referência em Censos com Coleta Eletrônica, na África do Sul, Cabo Verde e Senegal. 
Por fim, chegou à frente da Comissão Estatística das Nacões Unidas. Durante seu mandato como primeira mulher latina presidente da Comissão de Estatísticas das Nações Unidas, foi elaborado e aprovado o primeiro Sistema de Indicadores para acompanhamento dos objetivos de desenvolvimento sustentável da agenda de 2030. Durante este período o Brasil, através do IBGE, representou os países do Mercosul e Chile no Inter-agency and Expert Group on Sustainable Development Goal Indicators.